# Calyptraster tenuissimus
Calyptraster tenuissimus is een zeester uit de familie Pterasteridae.
De wetenschappelijke naam van de soort werd in 1966 gepubliceerd door Bernasconi.